# ANNあさひテレビニュース
『SATVニュース』（エスエーティビーニュース）は、静岡朝日テレビで放送されているローカルニュース番組、スポットニュース番組である。

## 番組概要
1978年、同局の開局と同時に番組開始。当時は同局の愛称が静岡けんみんテレビ（正式社名は静岡県民放送）だったため、『けんみんテレビニュース』のタイトルでスタートした。1993年に静岡朝日テレビ（SATV）への社名変更に伴い『SATVニュース』に改題され、さらに同局の愛称が“あさひテレビ”になってから『ANNあさひテレビニュース』へ再度改題されていたが2020年10月期に愛称の使用終了に伴い、再度『SATVニュース』に変更された。
なお、月-金曜の夕方に放送されているニュース枠では『静岡朝日テレビ NEWS』（旧Asahi TV News）のタイトルが使用されているが、あくまで『とびっきり!しずおか』のニュースゾーンの愛称なので別番組扱いである（月 - 金曜夕方のニュース枠についてはこちらを参照のこと）。

## 現在の放送時間
昼
- 月曜日 - 金曜日 11:40 - 11:45、11:57 - 12:00（『大下容子ワイド!スクランブル・第1部』内のローカル枠での差し替えとして放送）
- 土曜日 - 『とびっきり!しずおか土曜版』の1コーナーとして放送[2]
- 日曜日 11:56:45頃 - 11:59（『ANNニュース』に内包）

夕方
- 土曜日 17:48頃 - 17:55（『スーパーJチャンネル』に内包）
- 日曜日 17:51 - 17:58頃（『スーパーJチャンネル』に内包）

夜
- 火曜日 - 木曜日 23:10 - 23:15 （不定期に月曜日にも放送される）
- 土曜日 22:55 - 23:00
- 日曜日 20:56 - 21:00

この他、午後や深夜など不定期に放送される場合あり、番宣番組『SATV ラインナップ』を休止して放送する場合もある。

### 過去の放送時間
- 木曜日・金曜日 19:54 - 20:00（2019年4月期の改編をもって終了）
- 土曜日 11:54 - 12:00（『とびっきり!しずおか土曜版』の開始に伴い終了）